# Els Peyer-von Waldkirch
Els Peyer-von Waldkirch (* 14. August 1899 in Schaffhausen; † 26. Februar 1985 ebenda) war Leiterin der Obdachlosen-Fürsorge des Kanton Schaffhausens während des Zweiten Weltkriegs und Vizepräsidentin des Schweizerischen Bunds für Zivilschutz.

## Leben
Els Peyer wurde am 14. August 1899 in Schaffhausen geboren. Ihre Eltern waren Hermann von Waldkirch, Direktor der SIG Neuhausen, und Frieda geborene Schalch. Nach dem Besuch der Elementar- und Realschule in Schaffhausen und Neuhausen am Rheinfall machte sie von 1919 bis 1921 eine Lehre als Krankenschwester in Zürich und Glarus.
1921 heiratete sie Heinrich Peyer, Chemiker, Fabrikant und Bruder des Paläontologen Bernhard Peyer. Aus ihrer Ehe gingen drei Kinder hervor.
Von 1943 bis 1945 war sie Leiterin der Obdachlosenhilfe in Schaffhausen. Sie baute die Obdachlosenhilfe neu auf und zeichnete sich durch ihr grosses Engagement aus. Die Obdachlosenhilfe, später Kriegsschadenfürsorge genannt, bestand aus etwa 400 Mitarbeiterinnen und Mitarbeitern. Eines der wichtigsten Ereignisse für ihre Organisation war die Bombardierung Schaffhausens am 1. April 1944, wo mehrere hundert Bewohner Schaffhausens obdachlos wurden. Gleichzeitig mussten die vielen Tausend Flüchtlinge, die bis Kriegsende nach Schaffhausen flohen, betreut werden.
Nach ihren Verdiensten in der Obdachlosenhilfe war sie 20 Jahre lang (von 1957 bis 1977) Vizepräsidentin des Schweizerischen Bunds für Zivilschutz (SBZ) und von 1958 bis 1966 Mitglied des Schweizerischen Landesverteidigungsrates. Sie betätigte sich als Aktivistin für den Ausbau und die gesetzliche Verankerung des Zivilschutzes in der Schweiz.